# Chepangs

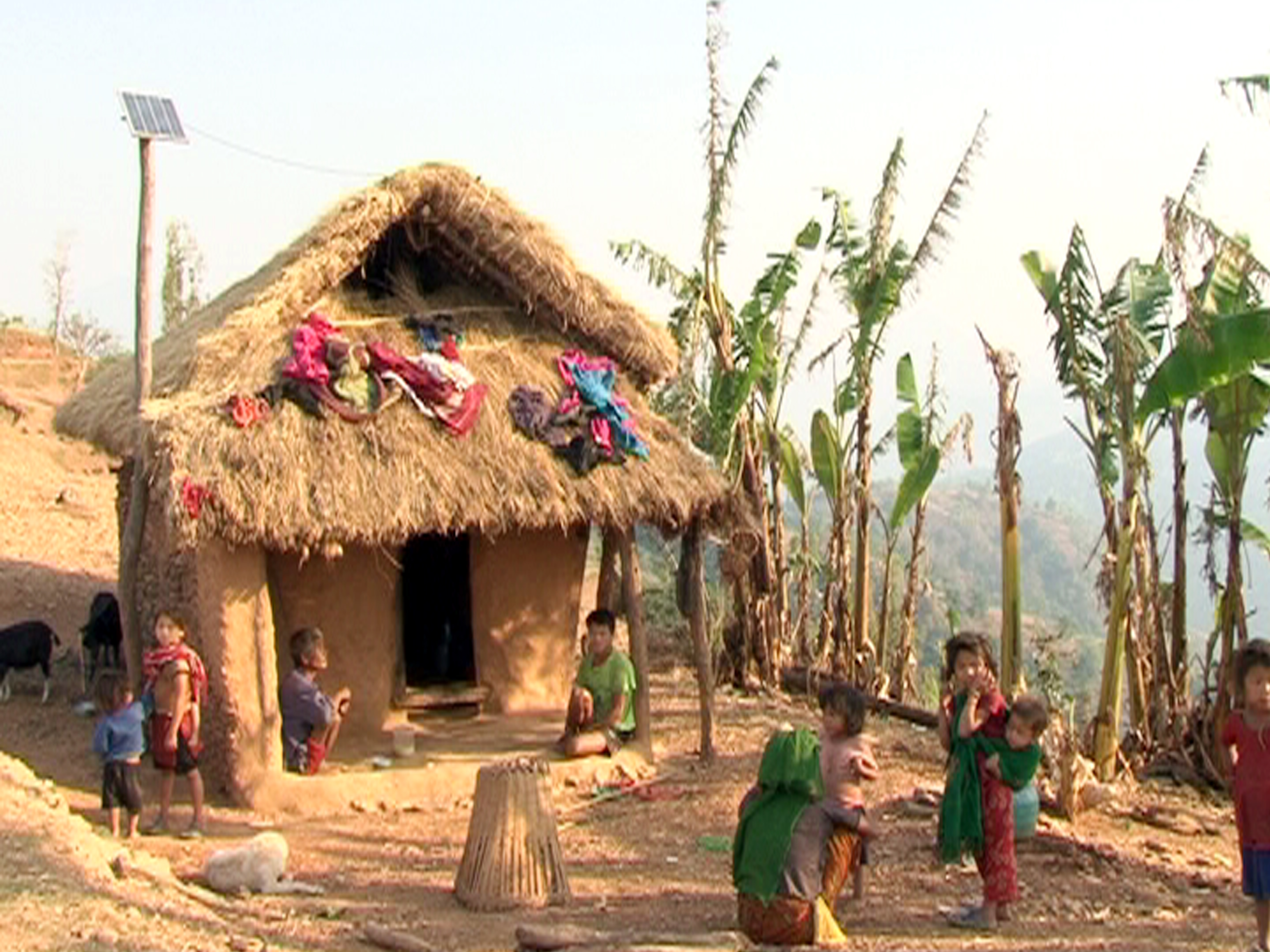
Maison chepang typique dans le district de Makwanpur, Népal.

Les Chepangs (ou Shepangs) forment un peuple indigène et groupe ethnique particulier vivant dans les parties centrale et méridionale du Népal.
Peuple très isolé et longtemps discriminé, les Chepangs, qui étaient à l'origine nomades, se sont partiellement sédentarisés et cultivent le maïs et l'orge mais récoltent aussi des produits de la forêt pour la fabrication du thé, savon, miel, épices et huiles essentielles.
La région traditionnelle des Chepangs est devenue une destination prisée des amateurs de trekking au Népal, particulièrement autour des villages de Hattibang, Juatesh, Changa Dinglang, Jyandala, Shaktikhor.
Bien qu'hindous de religion et d'organisation sociale (système des castes), les Chepangs ont conservé une forte tradition chamanique où le pande (chaman en langue chepang) intervient afin de guérir et d'aider dans ses tâches la communauté.

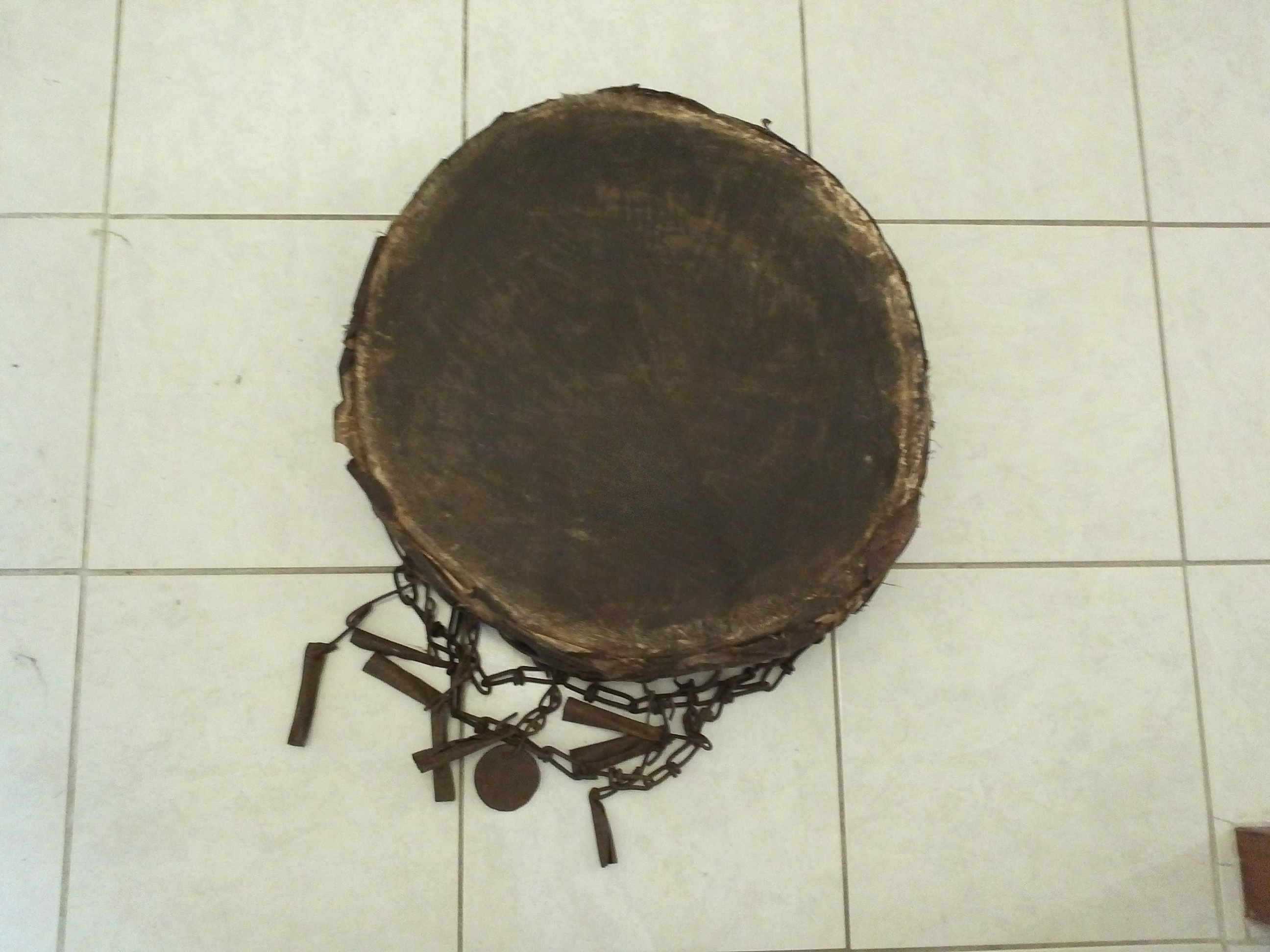
Tambour de chaman (bois, peau, fer) (avers)

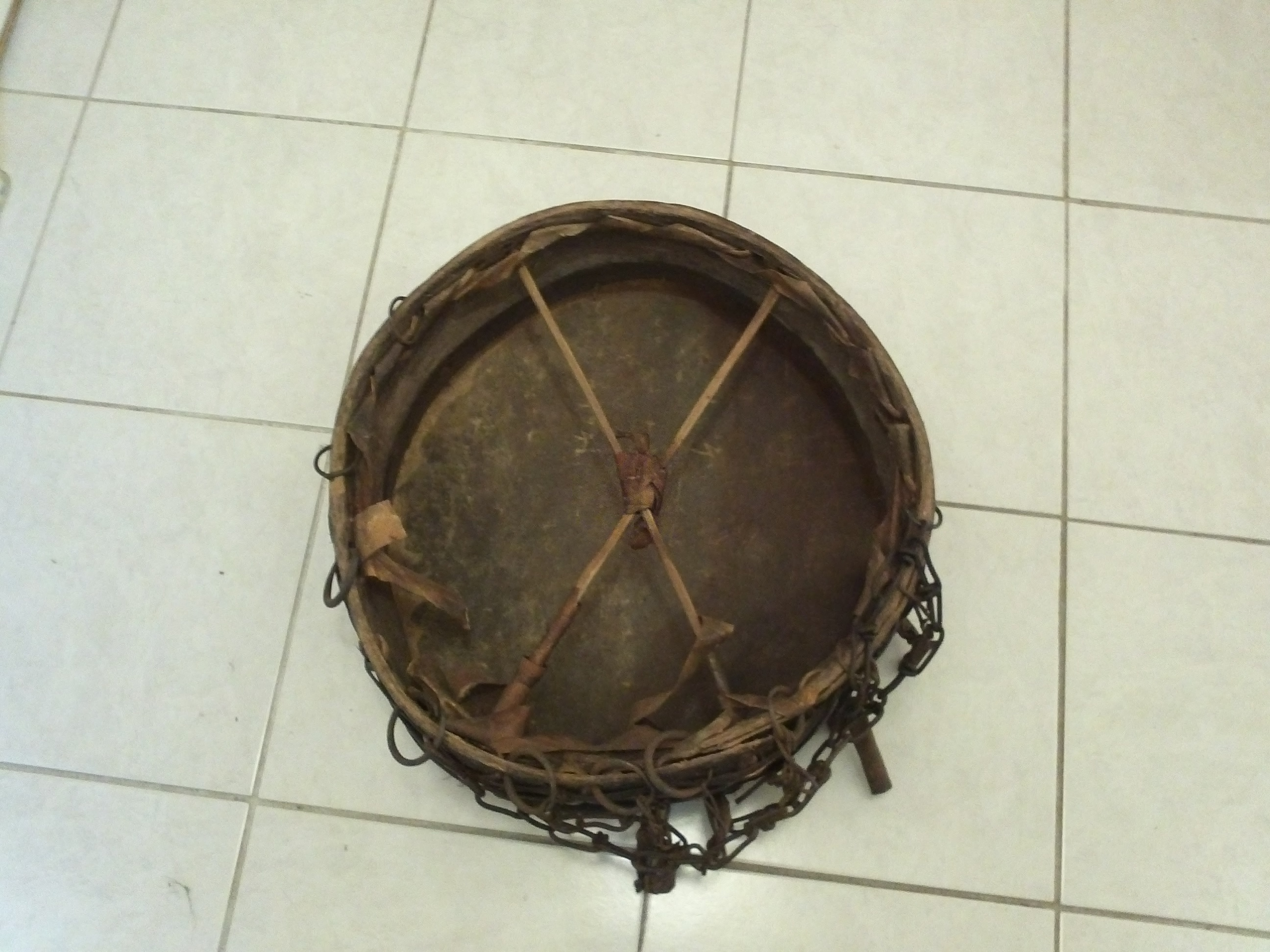
Tambour de chaman (bois, peau, fer) (envers)